# Mocs de Chattanooga
Les Mocs de Chattanooga (en anglais : Chattanooga Mocs) sont le club omnisports universitaire de l'université du Tennessee à Chattanooga.